# Xestoleberis davidiana
Xestoleberis davidiana is een mosselkreeftjessoort uit de familie van de Xestoleberididae. De wetenschappelijke naam van de soort is voor het eerst geldig gepubliceerd in 1915 door Chapman.